# V918 Scorpii
V918 Scorpii eller HD 149404 är en dubbelstjärna i den södra  delen av stjärnbilden Skorpionen. Den har en högsta kombinerad skenbar magnitud av ca 5,42 med en variation från 5,42 till 5,50 och är svagt synlig för blotta ögat där ljusföroreningar ej förekommer. Baserat på parallax enligt Gaia Data Release 3 på ca 0,760 mas, beräknas den befinna sig på ett avstånd på ca 4 300 ljusår (1 300 parsek) från solen. Den rör sig närmare solen med en heliocentrisk radialhastighet på ca -53 km/s. Stjärnan är en av de ljusaste stjärnorna i OB1-föreningen Altaret med den öppna stjärnhopen NGC 6193 i dess centrum.

## Observation
Ljusstyrkans variation av HD 149404 upptäcktes av den argentinske astronomen Alenjandro Feinstein, under en fotoelektrisk fotometristudie som genomfördes från 1963 till 1965.

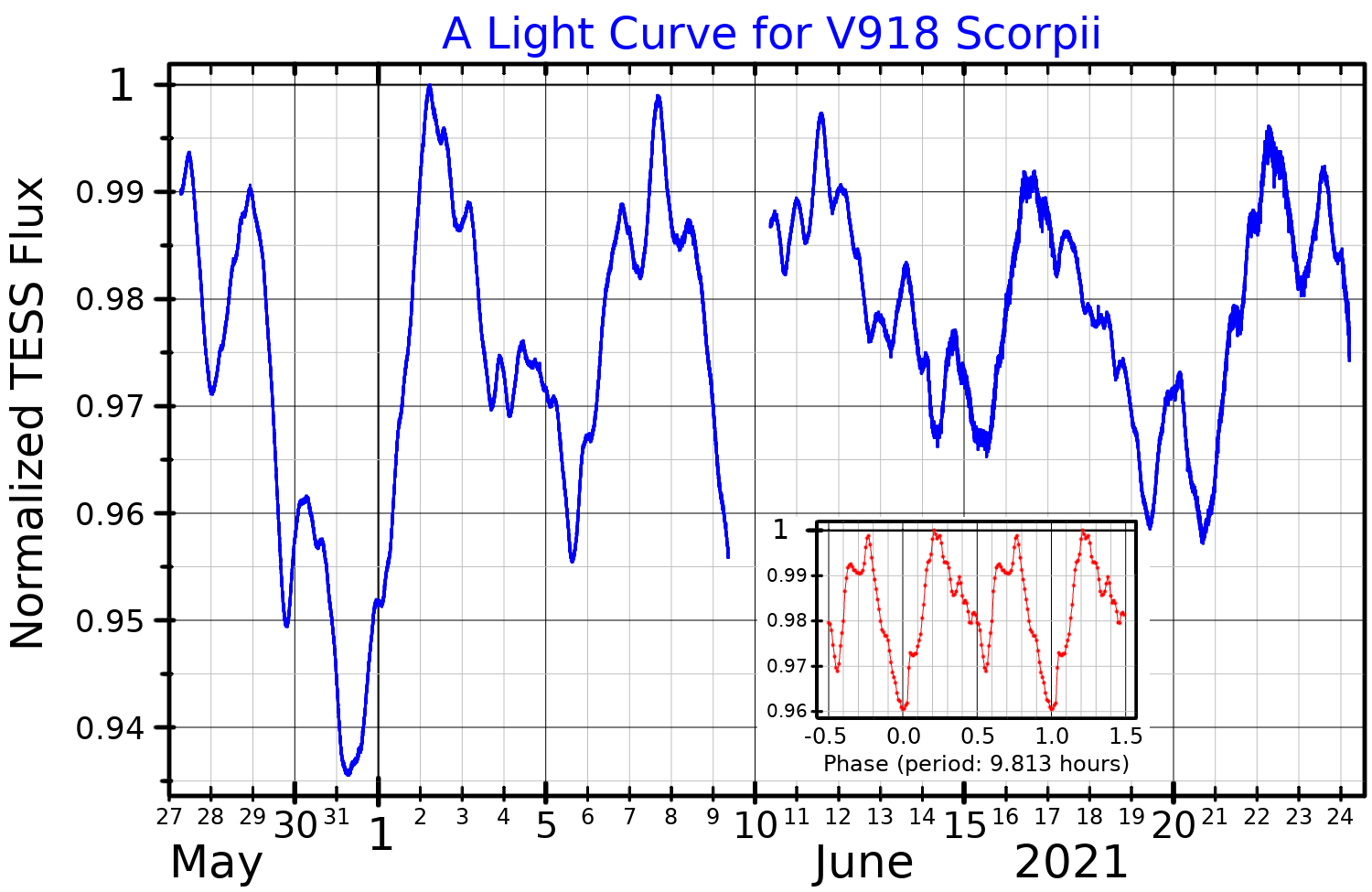
Ljuskurva för V918 Scorpii plottade från NASA:s TESS-data Det infällda diagrammet visar samma data anpassade till omloppsperioden och i genomsnitt till 100 delar per omloppsbana.

Den fick 1980 variabelbeteckningen V918 Scorpii. År 1977 upptäckte Peter Conti et al. att HD 149404 har dubbla spektrallinjer, vilket tyder på att den är en spektroskopisk dubbelstjärna. Philip Massey och Peter Conti härledde 1979 den första uppsättningen banelement för dubbelstjärnan.

## Egenskaper
Primärstjärnan V918 Scorpii A är en blå ljusstark superjättestjärna av spektralklass O7.5 I(f). Den har en massa som är ca 50 solmassor, en radie på ca 19 solradier och utsänder från dess fotosfär energi motsvarande ca 430 000 gånger solen vid en effektiv temperatur av ca 34 000 K.
Följeslagaren V918 Scorpii B är en blå superjättestjärna av spektralklass ON9.7 I med en massa som är ca 32 solmassor, en radie på ca 26 solradier och utsänder från dess fotosfär energi motsvarande ca 380 000 gånger solen vid en effektiv temperatur av ca 28 000 K. Den kretsar kring primärstjärnan i en bana med en excentricitet av 0,0 och en period av 9,815 dygn. Följeslagaren kan fortfarande vara nära att fylla sin Roche-lob. Den är en sällsynt ON-superjätte, en stjärna med ovanligt starka absorptionslinjer av kväve i dess spektrum. Spektroskopiska studier visar att båda stjärnorna har en stjärnvind och en chockvåg bildas där de två vindarna kolliderar, vilket ger drag av emissionslinje.